# Ray Walsh
Raymond J. Walsh (Nueva York, 18 de marzo de 1916-White Plains, 6 de agosto de 1998) fue un ejecutivo de fútbol americano estadounidense. Se desempeñó como gerente general de los New York Giants de la National Football League (NFL) de 1947 a 1973 y permaneció en el equipo hasta 1993.

## Primeros años de vida
Walsh nació el 18 de marzo de 1916 en la ciudad de Nueva York. Asistió a la Escuela Preparatoria Fordham en El Bronx, Nueva York, antes de asistir a la Universidad de Fordham. En Fordham, jugó tenis y fue el jugador número uno de individuales de la escuela durante tres años. Quedó invicto en dobles como junior y senior y era conocido como un «competidor feroz»; Según el sitio web de Fordham, «a Walsh le gustaba correr usando su revés y poseía un golpe de derecha en picada descrito por sus contemporáneos como 'asesino'».
Walsh se graduó magna cum laude en Fordham en 1937. Más tarde asistió a la Escuela de Derecho de la Universidad de Fordham, donde se graduó en 1942, y permaneció activo en los asuntos del tenis, incluida la ayuda a fundar el club de tenis de la escuela del que fue miembro en las décadas de 1950 y 1960. Fue varias veces campeón de tenis en White Plains, Nueva York, en la década de 1950. Fue incluido en el Salón de la Fama de los Fordham Rams en 1990.

## Carrera ejecutiva
Después de haber trabajado durante un tiempo en el campo de los seguros, en 1947 Walsh se unió a los New York Giants, propiedad de Wellington Mara, un amigo suyo en Fordham. Ocupó oficialmente el puesto de gerente general, pero actuó más como explorador y asesor de Mara, quien realizaba la mayor parte del trabajo que habitualmente abarcaba el puesto. Walsh todavía se desempeñaba como gerente de gran parte de los asuntos comerciales del equipo y también ayudó a administrar las operaciones de radio y televisión del equipo. Finalmente ocupó el puesto durante 27 temporadas, de 1947 a 1973, y ayudó al equipo a compilar un récord de temporada regular de 180-158-12, que incluyó siete apariciones en playoffs, seis apariciones en títulos de conferencia y un campeonato de liga en 1956.
Walsh fue destituido como director general y reemplazado por Andy Robustelli en 1974, pero permaneció en el equipo como vicepresidente y secretario. Negoció el traslado del equipo al Giants Stadium en East Rutherford, Nueva Jersey, en 1976. Permaneció con los Giants hasta 1993 antes de anunciar su retiro; les ayudó a ganar los Super Bowls en las temporadas de 1986 y 1990.

## Vida personal y muerte
Walsh estaba casado y tenía cuatro hijos. Murió el 6 de agosto de 1998, a la edad de 82 años, en White Plains.